# Кения на летней Универсиаде 2013
Кения на летней Универсиаде 2013 года была представлена 8 спортсменами в двух видах спорта.

## Медалисты
| Медаль  | Спортсмен  | Вид спорта      | Дисциплина      | Дата    |
| ------- | ---------- | --------------- | --------------- | ------- |
| Серебро | Пол Челимо | Лёгкая атлетика | Мужчины, 5000 м | 12 июля |

## Лёгкая атлетика

#### Мужчины
| Дисциплина     | Спортсмен               | Первый раунд | Первый раунд | Второй раунд | Второй раунд | Полуфинал    | Полуфинал    | Финал                | Финал                |
| Дисциплина     | Спортсмен               | Результат    | Место        | Результат    | Место        | Результат    | Место        | Результат            | Итоговое место       |
| -------------- | ----------------------- | ------------ | ------------ | ------------ | ------------ | ------------ | ------------ | -------------------- | -------------------- |
| 100 м          | Дуглас Канури           | Не стартовал | Не стартовал | Не стартовал | Не стартовал | Не стартовал | Не стартовал | Не стартовал         | Не стартовал         |
| 400 м          | Питер Кипротич          | Не стартовал | Не стартовал | Не стартовал | Не стартовал | Не стартовал | Не стартовал | Не стартовал         | Не стартовал         |
| 800 м          | Дэннис Челимо           | 1:52.01      | 7            |              |              | 1:50.61      | 17           | Завершил выступление | Завершил выступление |
| 1500 м         | Пол Челимо              | 3:43.27      | 3            |              |              |              |              | 3:40.41              | 6                    |
| 5000 м         | Пол Челимо              | 14:19.16     | 9            |              |              |              |              | 13:37.09             |                      |
| 10000 м        | Амон Терер              |              |              |              |              |              |              | 29:39.36             | 9                    |
| Полумарафон    | Амон Терер              |              |              |              |              |              |              | 1:10:16              | 30                   |
| Полумарафон    | Амос Кипротич           |              |              |              |              |              |              | 1:14:29              | 37                   |
| Тройной прыжок | Амос Комен Амос Кипроно | Не стартовал | Не стартовал | Не стартовал | Не стартовал | Не стартовал | Не стартовал | Не стартовал         | Не стартовал         |

## Плавание
| Личные соревнования | Спортсмен     | Предварительные заплывы | Предварительные заплывы | Полуфиналы            | Полуфиналы            | Финал                 | Финал                 |
| Личные соревнования | Спортсмен     | Результат               | Место                   | Результат             | Место                 | Результат             | Место                 |
| ------------------- | ------------- | ----------------------- | ----------------------- | --------------------- | --------------------- | --------------------- | --------------------- |
| 50 м вольный стиль  | Стэйси Стэйси | 36.51                   | 49                      | Завершила выступление | Завершила выступление | Завершила выступление | Завершила выступление |
| 100 м вольный стиль | Стэйси Стэйси | Не стартовала           | Не стартовала           | Не стартовала         | Не стартовала         | Не стартовала         | Не стартовала         |
| 50 м на спине       | Стэйси Стэйси | Не стартовала           | Не стартовала           | Не стартовала         | Не стартовала         | Не стартовала         | Не стартовала         |
| 50 м брасс          | Стэйси Стэйси | 43.39                   | 38                      | Завершила выступление | Завершила выступление | Завершила выступление | Завершила выступление |
| 100 м брасс         | Стэйси Стэйси | Не стартовала           | Не стартовала           | Не стартовала         | Не стартовала         | Не стартовала         | Не стартовала         |
| 50 м баттерфляй     | Стэйси Стэйси | 41.84                   | 46                      | Завершила выступление | Завершила выступление | Завершила выступление | Завершила выступление |